# 姚贾
姚賈（前3世纪？—？），秦始皇時大臣，本為魏國大梁人，出身貧寒，其父為監門卒（城門衛兵）。

## 生平
姚賈初為趙國謀臣，有合縱之謀，聯合楚國與三晉攻秦，後因秦國用間諜之計，趙國驅逐姚賈。於是姚賈投奔秦國。
秦滅六國之戰時，姚賈奉命以重金賄賂楚、燕、趙、魏四國政要，使各國聯盟瓦解，秦始皇大喜，封為上卿。後姚賈與韓非互相傾軋，韓非向秦始皇進言姚賈是「世監門子，梁之大盜，趙之逐臣」。姚賈不滿，於是參加李斯之謀，害死韓非。